# Бюиронфос
Бюиронфо́с (фр. Buironfosse) — коммуна во Франции, находится в регионе Пикардия. Департамент коммуны — Эна. Входит в состав кантона Вервен. Округ коммуны — Вервен.
Код INSEE коммуны — 02135.

## Население
Население коммуны на 2010 год составляло 1189 человек.
| 1962 | 1968 | 1975 | 1982 | 1990 | 1999 | 2010 |
| ---- | ---- | ---- | ---- | ---- | ---- | ---- |
| 1417 | 1454 | 1341 | 1322 | 1258 | 1203 | 1189 |

## Экономика
В 2010 году среди 734 человек трудоспособного возраста (15—64 лет) 507 были экономически активными, 227 — неактивными (показатель активности — 69,1 %, в 1999 году было 62,1 %). Из 507 активных жителей работали 410 человек (242 мужчины и 168 женщин), безработных было 97 (48 мужчин и 49 женщин). Среди 227 неактивных 41 человек были учениками или студентами, 76 — пенсионерами, 110 были неактивными по другим причинам.